# クストディオ・カストロ
クストディオ・ミゲル・ディアス・デ・カストロ（Custódio Miguel Dias de Castro, 1983年5月24日 - ）は、ポルトガル・ギマランイス出身の元同国代表サッカー選手、サッカー指導者。ポジションは守備的MF。単にクストディオ (Custódio) としても知られている。

## 経歴

### クラブ
ギマランイスに生まれたクストディオは、地元のヴィトーリアSCの下部組織からスポルティングCPの下部組織へ移籍。2001年からトップチームに登録され、2003年8月16日のアカデミカ・コインブラ戦（アウェイ2-1勝利）でトップリーグデビューを飾り、同2003-04シーズンは22試合に出場した。

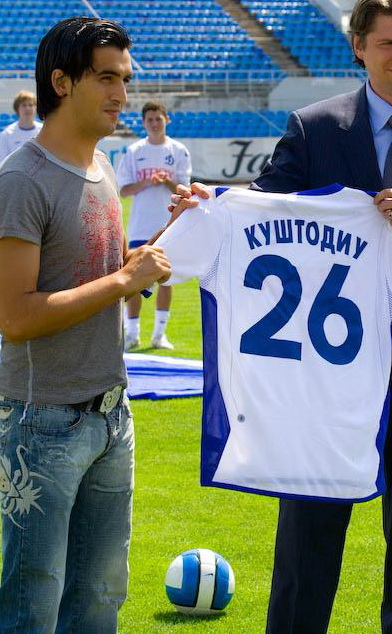
ディナモ・モスクワでのクストディオ

以降を中心選手としてプレーし、2006-07シーズンには前シーズンの安定したプレーが認められパウロ・ベント監督から主将に任命されたが、同シーズン中に構想外となったことで出場機会が激減し、2007年6月にはロシア1部のFCディナモ・モスクワへと放出された。
2009年1月にポルトガルの地へ戻り、同僚のシセロ・セメドと共にユース時代を過ごしたヴィトーリアSCへ移籍。2010年8月31日に同じミーニョ地方を拠点とするライバルのSCブラガへ移籍した。
移籍1年目の2010-11シーズンは、ブラジル人で主将のヴァンジーニョ
、レアンドロ・サリーノとポジション争いをしながらも公式戦で約25試合に出場。2011年2月25日のCSマリティモ戦（アウェイ2-1勝利）で至近距離から決勝点にして移籍後初得点をあげる等シーズンを4位で終えることに貢献した。5月5日、SLベンフィカとのUEFAヨーロッパリーグ 2010-11準決勝第2戦（ホーム1-0勝利）でコーナーキックから頭で得点を記録、これが決勝点となりブラガはアウェーゴールルールにより決勝進出した。ちなみに第1戦は、ポジション争いをしているヴァンジーニョが得点を決めている。
翌2011-12シーズンは、ヴァンジーニョが移籍したこともあり出場機会が増加するかに思われた矢先、膝を怪我したことで前半戦を棒に振った。怪我から復帰後は、ポジション争いをしていたサリーノがバイアーノの怪我により右SBへポジションを移し、さらに新加入のリビア代表のジャマル・マハマトがアフリカネイションズカップ2012へ参加するためチームを離脱したことで定期的に起用され、マリティモ戦（アウェイ2-1勝利）や古巣ギマランイス（4-0勝利）戦で得点を挙げるなど活躍し、シーズン終了までポジションを守った。

### 代表
U-21代表としてUEFA U-21欧州選手権に2004年、2006年と2大会に出場した。
2012年5月14日、それまでA代表出場未経験だったものの、シーズン後半にクラブで好調だったことと、他のMF陣と異なる特徴をパウロ・ベント監督に買われ、クラブでの同僚で同様に代表未経験のミゲル・ロペスと共にUEFA EURO 2012のメンバーに選出された。また、同大会に出場する全16チームの登録メンバーのうち、代表未経験の選手の中で29歳と最年長だった。大会前の6月2日にリスボンで行われたトルコとの親善試合でA代表初出場を飾り、グループステージのオランダ戦（2-1勝利）で負傷したラウール・メイレレスに代わり後半残り20分から大会初出場を果たした。

## タイトル

### 選手時代
スポルティング・クルーベ・デ・ポルトゥガル
- スーペル・リーガ : 2001-02
- タッサ・デ・ポルトガル : 2001-02, 2006-07

SCブラガ
- タッサ・ダ・リーガ : 2012-13

U-16ポルトガル代表
- UEFA U-16欧州選手権:1回（2000）

U-21ポルトガル代表
- トゥーロン国際大会:1回（2003）